# Brauerei Geser

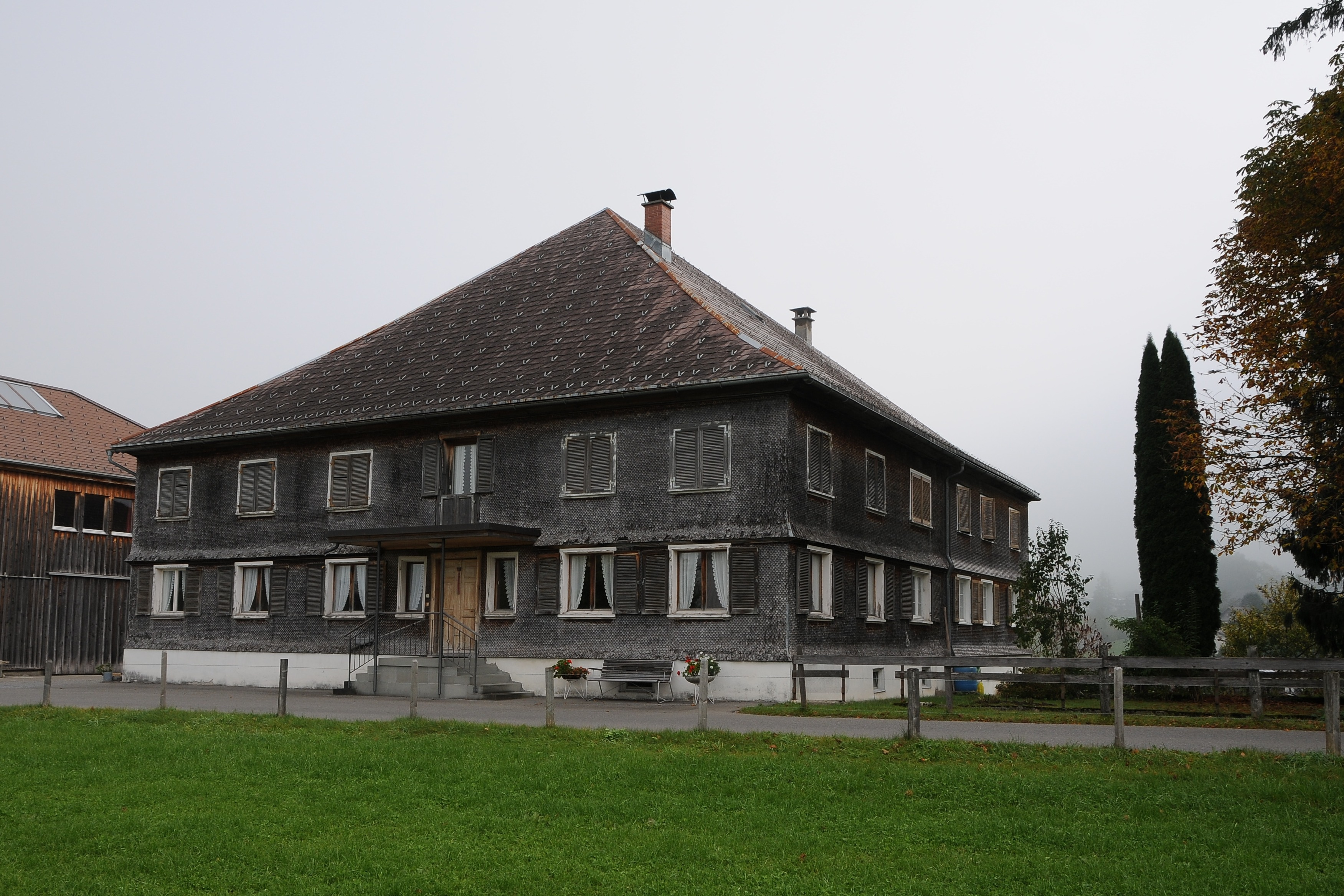
Ehemalige Brauerei Geser

Die ehemalige Brauerei Geser in Hof 153 in der Bregenzerwälder Gemeinde Andelsbuch ist ein mächtiger zweigeschoßiger verschindelter Holzbau auf Bruchsteinmauerwerk. Das Bauwerk steht unter Denkmalschutz (Listeneintrag).
Das Gebäude entspricht dem des Bregenzerwälder Herrenhauses. Heute ist es ein Wohnhaus, das aus der ehemaligen Brauerei Geser entstand. Das heutige Erscheinungsbild geht auf den Wiederaufbau nach dem Brand 1806 zurück. 
Über dem Bruchsteinmauerwerk ist ein Schuppenschindelpanzer. An zwei Seiten sind jeweils sechs Fensterachsen. Der Wirtschaftsteil, ein verschalter Ständerbau, ist parallel zum Brauereigebäude ausgerichtet. Im Inneren sind die Räume durch einen Mittelgang mit Stuckleistendecke gegliedert. Die Stube ist getäfelt und mit Teilen der ursprünglichen Ausstattung gestaltet. Im Obergeschoß befindet sich ein erwähnenswerter klassizistischer Kachelofen.